# 사우스캐롤라이나주의 대학 목록
다음은 사우스캐롤라이나주의 대학 목록이다.
- 밥 존스 대학교
- 클렘슨 대학교
- 사우스캐롤라이나 대학교

## 같이 보기
- 미국의 대학 목록
- 대학 목록